# Eutanyacra glaucatoria
Eutanyacra glaucatoria är en stekelart som först beskrevs av Fabricius 1793.  Eutanyacra glaucatoria ingår i släktet Eutanyacra och familjen brokparasitsteklar. Arten är reproducerande i Sverige.

## Underarter
Arten delas in i följande underarter:
- E. g. sanguinolenta
- E. g. multipicta
- E. g. altalpinicola
- E. g. bicincta